# Andrias sligoi
Andrias sligoi – gatunek płaza ogoniastego z rodziny skrytoskrzelnych (Cryptobranchidae), występujący w południowo-wschodnich Chinach. Znany jest z holotypu opisanego w 1924 roku przez brytyjskiego przyrodnika Edwarda George’a Boulengera, który nadał mu rangę osobnego gatunku. W późniejszych publikacjach gatunek ten nie był wyodrębniany. W 2018 i 2019 roku analizy filogenetyczne dowiodły, że A. sligoi stanowi odmienny gatunek względem spokrewnionej salamandry olbrzymiej chińskiej (Andrias davidianus). Gatunek ten charakteryzuje się m.in. bardziej płaską głową i wyraźniej zaznaczonymi oczami w porównaniu do A. davidianus i jest potencjalnie największym gatunkiem płaza na świecie. Gatunek ten jest krytycznie zagrożony.

## Historia odkrycia
W 1924 roku George Browne, markiz Sligo podczas wizyty w Hongkongu napotkał salamandrę trzymaną w miejscowym ogrodzie botanicznym (która najprawdopodobniej nie pochodziła z owej wyspy). Przekonał on gubernatora wyspy, sir Reginalda Stubbsa, do zaprezentowania okazu angielskiemu towarzystwu naukowemu, Zoological Society of London. Salamandra ta została przesłana do londyńskiego ogrodu zoologicznego, w którym ówczesny dyrektor akwarium Edward George Boulenger zauważył znaczące różnice pomiędzy otrzymanym okazem a gatunkiem Megalobatrachus maximus (podzielonym obecnie na dwa różne gatunki – A. davidianus żyjący w Chinach i A. japonicus występujący w Japonii). W związku z powyższym Boulenger postanowił przydzielić osobnika do nowo utworzonego gatunku – Megalobatrachus sligoi, na cześć markiza Sligo. Sugestia Boulengera nie zdobyła uznania i utworzony przezeń takson nie był uznawany za osobny gatunek.

## Pozycja taksonomiczna
W 2018 roku wyniki badań Yan et al. zasugerowały, że Andrias davidianus stanowi w rzeczywistości gatunek bliźniaczy. Po przeanalizowaniu ponad 23 tysięcy polimorfizmów pojedynczego nukleotydu, a także wykorzystując mitochondrialny DNA (mtDNA), naukowcy zasugerowali, że populacja A. davidianus składa się z 5 różnych taksonów zamieszkujących różne dorzecza, które oddzieliły się od siebie 10,25–4,71 milionów lat temu.
W 2019 roku Turvey et al. pobrali DNA z wątroby, kości i mięśni 41 osobników A. davidianus, w tym z okazów muzealnych, wliczając w to holotyp Megalobatrachus sligoi. Wykorzystując mtDNA, naukowcy przeprowadzili analizę filogenetyczną, która dowiodła, że szeroko ujmowany dotąd A. davidianus dzieli się na trzy główne klady, którym zaproponowano rangę odrębnych gatunków. Jeden klad, obejmujący holotyp M. sligoi, wiązany jest z obszarem południowo-wschodnim Chin (Rzeka Perłowa/Góry Południowochińskie), dwa pozostałe zasiedlają obszar północny (Jangcy/Syczuan) (A. davidianus w wąskim ujęciu) oraz południowo-wschodni (Huangshan) (gatunek nie nazwany). Autorzy dowiedli, że klady południowo-wschodnie (Huangshan) i północne (Jangcy/Syczuan), które oddzieliły się od siebie 2,6 milionów lat temu, stanowią klad siostrzany w stosunku do kladu południowo-wschodniego (Rzeka Perłowa/Góry Południowochińskie), który oddzielił się od pozostałych 3,1 milionów lat temu.  

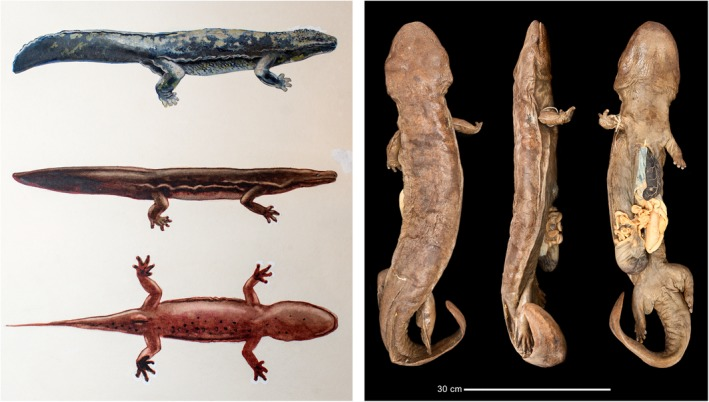
Po lewej: rysunki porównujące A. davidianus (góra) i A. sligoi (środek, dół). Po prawej: holotyp A. sligoi

M. sligoi włączony został przez Turvey et al. (2019) do rodzaju Andrias jako A. sligoi i takie rozwiązanie taksonomiczne przyjęte jest także w Amphibian Species of the World.

## Rozmiar
Największy osobnik uznawany za przedstawiciela gatunku A. davidianus złapany został w latach 20. XX wieku w pobliżu miasta Guiyang w prowincji Kuejczou i mierzył około 1,8 m. Region ten odpowiada kladowi południowo-wschodniemu z publikacji Turvey et al. oraz kladowi D z publikacji Yan et al., co sugeruje, że to A. sligoi, a nie A. davidianus, jest prawdopodobnie największym gatunkiem płaza. Odkrycie to wzbudziło zainteresowanie mediów naukowych i opisane zostało m.in. przez National Geographic oraz New Scientist.

## Wygląd
Holotyp A. sligoi mierzył 99 cm, był koloru czarnego (z czarnymi plamkami) i różnił się znacząco od innych gatunków Andrias. W porównaniu do ówcześnie uznawanego gatunku Megalobatrachus maximus holotyp cechował się dłuższą i bardziej płaską głową, brakiem guzków charakterystycznych dla innych gatunków Andrias, dłuższym dystansem pomiędzy nozdrzami oraz wyraźniej zaznaczonymi oczami. Dodatkowo holotyp miał spłaszczone ciało, krótkie mocno zbudowane kończyny i krótki spłaszczony ogon z obecną płetwą.

## Status i ochrona
Turvey et al. zaproponowali, żeby gatunek ten uzyskał status krytycznie zagrożonego (CR). W Czerwonej księdze gatunków zagrożonych IUCN płaz ten został po raz pierwszy sklasyfikowany w 2023 roku, jako krytycznie zagrożony. Uznanie A. sligoi za osobny gatunek ma istotne implikacje w kontekście ochrony pozostałych chińskich gatunków salamandry olbrzymiej, jako że płazy te hodowane są często w specjalnych fermach, skąd są następnie introdukowane do ich środowiska naturalnego. Przenoszenie osobników różnych gatunków z ich natywnych zasięgów występowania i wypuszczanie w regionach, w których konkretny gatunek nie występuje, może prowadzić do hybrydyzacji pomiędzy różnymi gatunkami, co zmniejsza różnorodność genetyczną wszystkich chińskich gatunków Andrias.